# 本迪亚
本迪亚，是西班牙卡斯蒂利亚-拉曼恰昆卡省的一个市镇。总面积89平方公里，总人口494人（2001年），人口密度6人/平方公里。